# Nagrobek Kazimierza IV Jagiellończyka
Nagrobek Kazimierza IV Jagiellończyka – jeden z ważniejszych przykładów późnogotyckiej rzeźby w Polsce, dzieło Wita Stwosza. Znajduje się przy południowo-zachodnim narożniku kaplicy Świętokrzyskiej w katedrze na Wawelu w Krakowie.

## Historia
Kaplica Świętokrzyska powstała w latach 1467–1477 jako fundacja króla Kazimierza Jagiellończyka i jego żony Elżbiety, pomyślana jako miejsce pochówku pary królewskiej. Otrzymała ona bogate wyposażenie, m.in. ołtarze Świętej Trójcy i Matki Boskiej Bolesnej, królewskie stalle, lecz o monarszym charakterze kaplicy poświadczały nagrobki króla i królowej, przy czym ten ostatni nie zachował się do dziś.
Kazimierz Jagiellończyk zmarł 7 czerwca 1492. Sam nagrobek najprawdopodobniej fundowała Elżbieta Rakuszanka, o czym zresztą wspomina passus w kronice Macieja z Miechowa relacjonujący uroczystości pogrzebowe króla. Podobnie jak w przypadku pozostałych monarchów (z wyjątkiem grobu Kazimierza Wielkiego), nagrobek stanowi swojego rodzaju kenotafium – ciało Kazimierza Jagiellończyka, nie spoczywa we wnętrzu tumby, ale pochowane jest pod posadzką kaplicy. Dzieło wykonali Wit Stwosz i Jörg Huber z Passawy, który zostawili swoje sygnatury na nagrobku. Kilkakrotnie odnawiany, ostatnio w 2005, kiedy to przywrócono części detalu, m.in. kwiatony.

## Wygląd
Nagrobek Kazimierza Jagiellończyka ma kształt tumby zwieńczonej monumentalnym baldachimem, wspartym na 8 kolumnach. Ustawiony jest na osi wschód-zachód – ze względu na położenie nagrobka tylko dwa boki tumby są rzeźbiarsko opracowane. Wykonany jest z kilku odmian czerwonego marmuru salzburskiego.

### Płyta wierzchnia

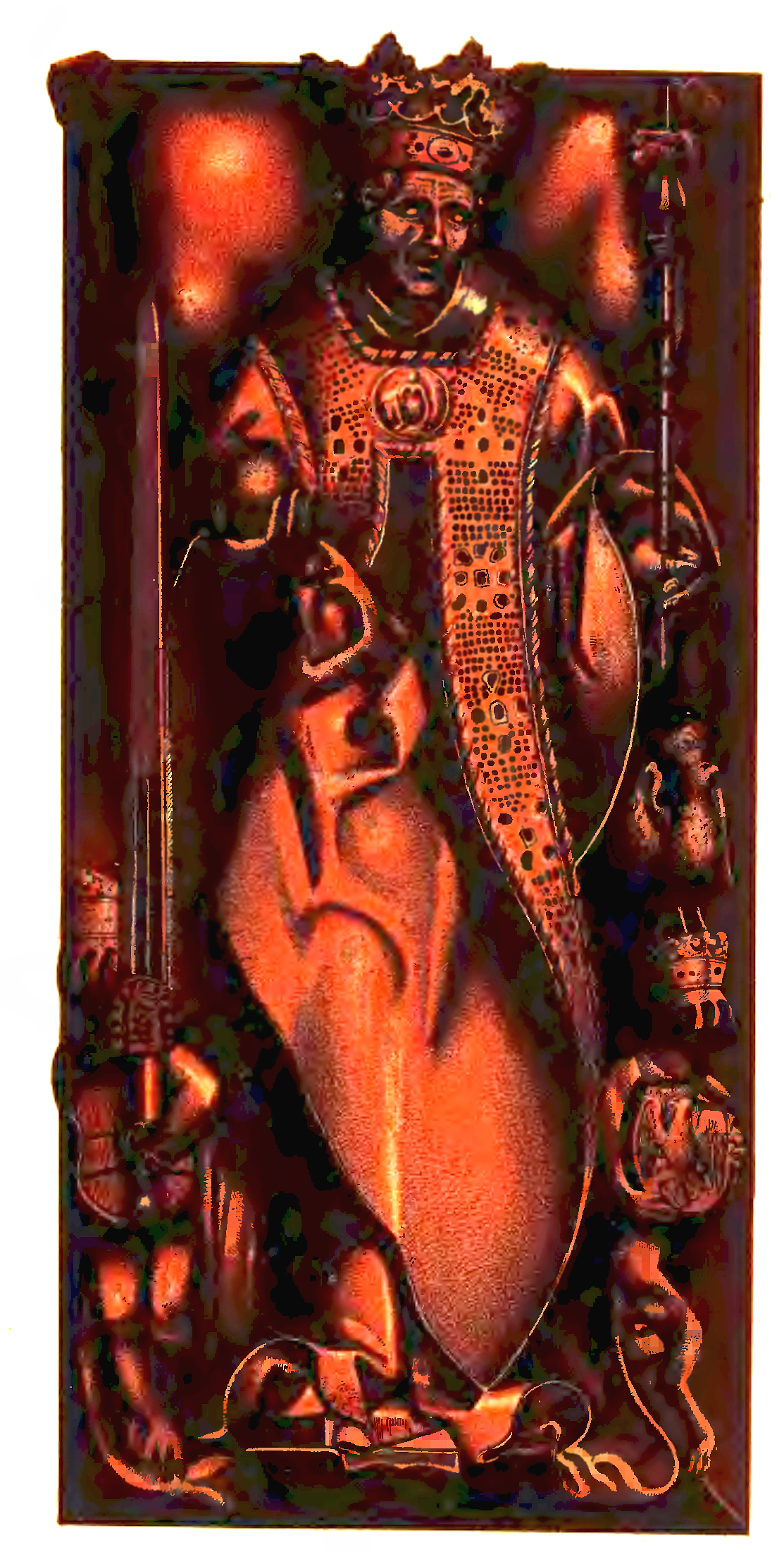
Płaskorzeźba króla na XIX-wiecznej grafice

Na płycie wierzchniej o pryzmatycznym ściętym brzegu spoczywa naturalnej wielkości postać króla Kazimierza Jagiellończyka. Chociaż postać jest głęboko wtopiona w blok marmuru, górne punkty reliefu mają tę samą wysokość, figura jest potraktowana jak dzieło pełnoplastyczne, znajdujemy w niej wiele elementów trójwymiarowych.
Postać zmarłego cechuje silny dynamizm podkreślony przez układ szat, zakrywających ciało tak, że nie jest czytelna sama poza króla. Postać jest ułożona na wznak. Zasugerowano jednak lekki kontrapost, poprzez lekkie wygięcie prawego kolana.
Głowa położona na poduszce jest lekko odrzucona w tył i przechylona na lewo, stąd ostro zarysowano ścięgna i skórę szyi. Oblicze umarłego cechuje daleko idący naturalizm, dostrzec tu można nie tylko sędziwy wiek monarchy, ale również bolesny wyraz w szeroko otwartych, lecz zmęczonych oczach o grubych pomarszczonych powiekach, zaciśniętych ustach, udręczonym czele. Silnie zaznaczone cechy fizjonomiczne Stwosz oddał z właściwą sobie czytelnością. Okryte rękawiczkami dłonie cechuje dokładna analiza anatomiczna, charakterystyczna dla rzeźb Ołtarza Mariackiego.
Król został ukazany w najwyższym dostojeństwie królewskich atrybutów – w pełnym stroju koronacyjnym. Insygnia w pełni naśladują autentyczność wyglądu. Na koronie z misternością opracowano kamienie szlachetne zdobiące jej obręcz, zaś szczyt tworzą sploty oschłych liści ostów. Berło ma kształt laski, zwieńczonej ażurowym kwiatonem złożonym z motywów liściastych. Jabłko nie zachowało do dziś krzyżyka.
Szyję obejmuje gęsto marszczony humerał, ku stopom swobodnie opada alba, w dolnych częściach draperie przybierają bardzo meandryczne formy. Nieco wyżej widać fragment ozdobnej stuły przylegającej do alby.
Cała postać jest okryta monumentalną pełną dekoracji kapą, stanowiącą suwerenny i kluczowy element kompozycji postaci. Przód alby cechuje wręcz złotnicza wirtuozeria, przepełniona jest ona motywami imitującymi kamienie szlachetne (wzory geometryczne) i perły (tło). Na piersiach spina kapę kolista zapona, z reliefową postacią nagiej rodzącej kobiety, z zawojem na głowie. Tło zapony tworzą motywy liści akantów i kameryzowania.
U stóp zmarłego stoją po bokach dwa wspięte lwy jako trzymacze heraldyczne. Cechują je wyprężone tułowie wsparte na skrzyżowanych łapach o tanecznym ruchu. Łby lwów są zakryte hełmami, zwieńczone zdobionymi koronami. Paszcze widać spod okratowanych przyłbic. Przednimi łapami podtrzymują herb Polski, który jest powtórzony na hełmie lwa będącym tu klejnotem herbowym, oraz herb Habsburgów, z którego to rodu wywodziła się Elżbieta, lewy lew trzyma także miecz koronacyjny (nie zachował się do dziś, jelec).
Postać stoi na wypukłym trójbocznym cokole zakrytym częściowo albą, przylega on do krawędzi płyty. Na środku widoczny jest herb Jagiellonów oraz sygnatura EIT STVOS i gmerk.

### Boki tumby

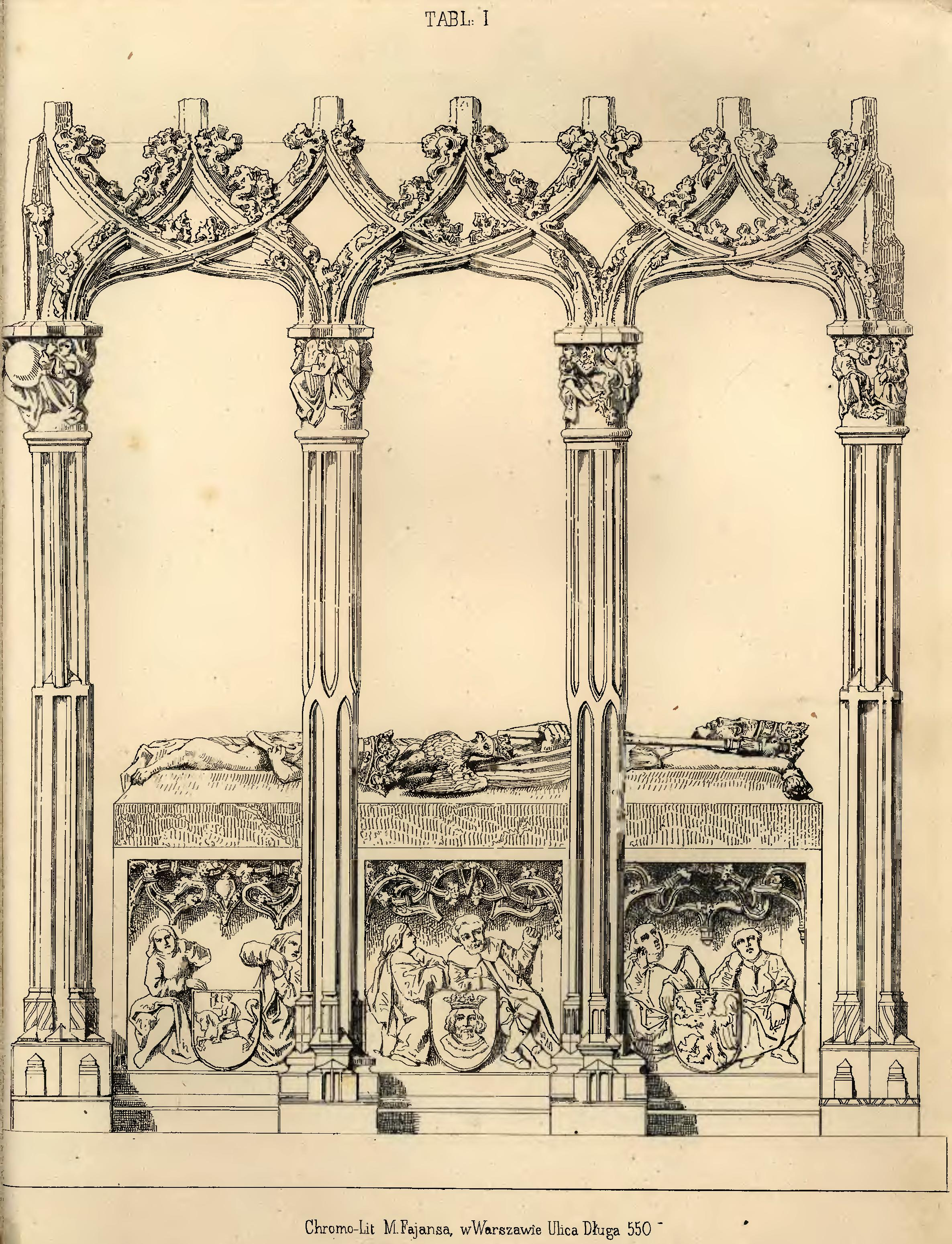
Tumba wraz z baldachimem na XIX-wiecznej grafice

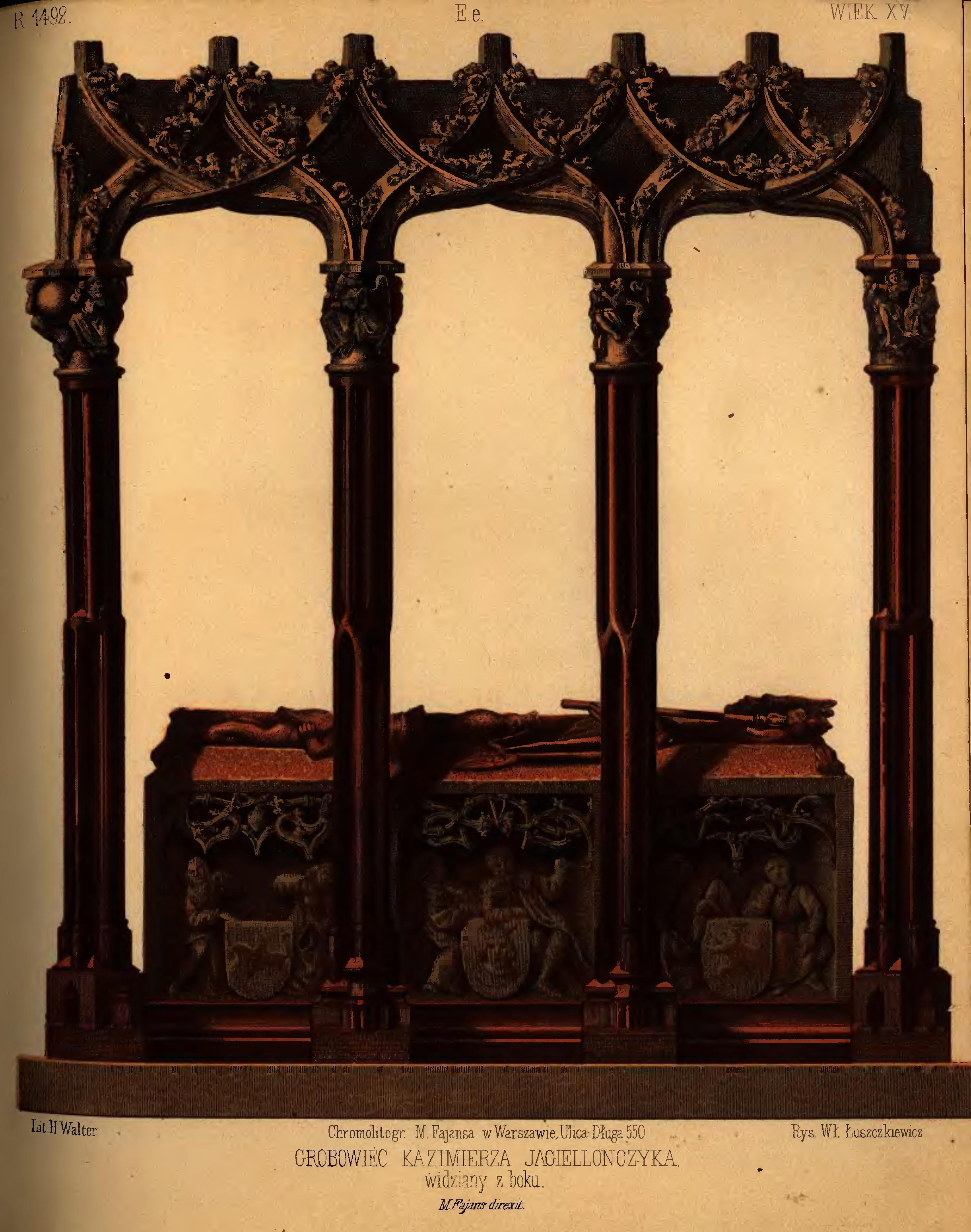
Tumba wraz z baldachimem na XIX-wiecznej grafice

Boki tumby składają się z czterech spojonych ze sobą prostokątnych płyt, trzy tworzą bok tumby, przód jedna. Poszczególne płyty posiadają zagłębienia o perspektywicznie zawężających się ściankach. Wewnątrz ukazano pełnoplastycznie pary płaczków, każda z par trzyma herby Polski i jej ziem. Nad głowami figur ukazano baldachimy nawiązujące do późnogotyckich portali z łukiem typu „ośli grzbiet”. Ponadto można dostrzec drobne motywy architektoniczne takie jak wimpergi, fiale oraz listki oschłego ostu i akantu.
Na czołowej płycie płaczkowie w nienaturalnej pozie klęczącej trzymają herb Polski. Pierwszy z nich w pozie zwróconej do herbu ma silnie odrzuconą głowę, zaś drugi klęczy w pozie odwrotnej, twarz jego jest ukazana z profilu. Twarze płaczków cechuje dokładna analiza, zarówno od strony nastrojowej, somatycznej i temperamentu. Konsekwentnie opracowanie twarzy znajdzie swoje miejsce w następnych figurach. Płaczkowie ubrani są w luźne płaszcze o dużych kołnierzach. Odmienność zastosowano także w nakryciach głowy, duchowny nosi piuskę, zaś możnowładca turban. W ozdobnej arkadzie znajdujemy nietoperza o rozpostartych skrzydłach, po bokach dwa małe sokoły.
W pierwszej od lewej kwaterze dłuższego boku płaczkowie trzymają herb Litwy – Pogoń. Obie siedzące na niewidocznej ławie postacie cechuje silny ładunek uczuciowy, jedna rozpaczliwym gestem chwyta się za głowę, druga załamuje ręce. Jedna z postaci jest nakryta długim zwiewnym płaszczem, druga ma ubiór wskazujący na strój rycerski. Rycerz w herbie Litwy ukazany jest w zbroi norymberskiej, zaś zarówno konia, jak i jeźdźca cechuje brak umowności heraldycznej, zastąpionej realistycznym przedstawieniem rycerza. Na maswerku zwieńczenia siedzi sowa.
Płaczkowie w następnych polach o charakterystycznych dla przedstawień mieszczan z Ołtarza Mariackiego strojach i dynamicznych ruchach podpierają się na tarczy herbowej z godłem Ziemi Dobrzyńskiej. Ruch, gesty i mimika wskazują sugestywnie moment toczonej przez postaci dysputy.
Na ostatnim polu widzimy herb Kujaw. Obie postacie cechuje poruszenie i ból, mężczyzna z lewej strony targa włosy z rozpaczy, drugi odziany w chłopską sukmanę przepasaną prostą krajką, wyraża gestem opuszczonej na kolano prawej ręki swoją bezradność.

### Baldachim
Baldachim jest trójprzęsłowy. Kolumny baldachimu symetrycznie rozstawione wzdłuż boków tumby składają się z baz, trzonów i misternie rzeźbionych kapiteli. Każda z kolumn, zarówno w formie, jak i w detalu, została odmiennie potraktowana. Zwieńczenie baldachimu jest kompilacją dekoracji maswerkowej, nawiązujących do późnogotyckiej architektury – łuki w formie oślich grzbietów splatają się z odwróconymi łukami ostrymi, wzbogaconymi detalem z motywami głównie roślinnymi. Na zwieńczeniach niegdyś znajdowały się pełnoplastyczne, drewniane figury Chrystusa, Marii i Świętych, które uległy zniszczeniu w XVIII w. Zastąpiono je w następnym wieku neogotyckimi kwiatonami. Na podniebieniu baldachimu znajduje się sklepienie krzywobieżne.
Na kapitelach został przedstawiony cykl figuralny nawiązujący do epizodów ze Starego i Nowego Testamentu. Cykl zaczyna się od północno-wschodniego kapitelu. Są to miniatury rzeźbiarskie, o zróżnicowanej głębokości reliefu, niektóre motywy są rzeźbione trójwymiarowo. Cykl figuralny tworzą następujące sceny:
- 1 kapitel – Stworzenie świata – Bóg jako brodaty starzec formuje świat wyobrażony tu w kształcie kuli – globu ziemskiego – gestem wyciągniętej prawicy, Bóg Ojciec wręcza Chrystusowi krzyż – zapowiada wymiar Odkupienia – Chrystus ukazany jako atletyczna postać przyjmuje krzyż z rąk nacechowanego powagą Boga Ojca, Strącenie szatanów ukazuje Archanioła Michała, który przebija kopią szatana ukazanego tu jako smok.
- 2 kapitel – Święta Trójca przedstawia trzy anioły w pełni ruchu i rozwianych szatach, jeden z nich przyjmuje pozę oranta.
- 3 kapitel – Samson z lwem – starotestamentowy bohater o młodej twarzy i falujących długich włosach odziany w zwiewne szaty zwycięża zwierzę. Osiągnięto tu silny dynamizm i napięcie treści, Dawid i Goliat – ugodzony śmiertelnym ciosem Dawida olbrzym Filistynów upada w anemicznym, nerwowym ruchu. Karacenowa zbroja, hełm typu kacimet, olbrzymi topór i tarcza nie sprostały drobnemu Dawidowi o młodzieńczej twarzy trzymającemu swój oręż – procę. Król Izraela posiada zarówno atrybuty pasterza (torba, laska pasterska), jak i króla (korona).
- 4 kapitel – Przymierze Boga z Noem – Bóg ukazany tu jest w formie popiersia, żywym gestem kieruje swoją wysmukłą dłoń z mocno zaznaczonymi żyłami; Opilstwo Noego – ukazuje patriarchę i trzech mężczyzn, z czego dwóch o rozbawionych twarzach i żywych gestach naigrawa się z pijanego, jeden z nich zakrywa płaszczem Noego.
- 5 kapitel – Zwiastowanie Joachimowi – Joachim został ukazany tu w bogatym stroju i czapce kapłańskiej, klęczy obok anioła, który żywym gestem zwraca się do ojca Marii.
- 6 kapitel – Zwiastowanie Marii – Maryja ukazana została tuż po głębokiej modlitwie, ze złożonymi na piersiach rękoma, w momencie ożywionej reakcji (odwraca się od pulpitu z rozłożoną księgą) na widok Archanioła Gabriela, który mówi AVE MARIA PLENA, co zostało wyrażone gotycką minuskułą na banderoli.
- 7 kapitel – Boże Narodzenie – scena ta jest ukazana według gotyckiego typu ikonograficznego Adoracji Dzieciątka, dodając do tego rodzajowy nastrój. Opłakiwanie – zawiera pośrodku Pietę (silny ładunek uczuciowy zawiera twarz Marii zwracająca się ku Chrystusowi spoczywającemu na jej kolanach), w asyście postaci św. Jana (zasłaniającego twarz) i pogrążonej w płaczu Marii Magdaleny.
- 8 kapitel – Sąd Ostateczny – Chrystus jako sędzia świata siedzi na łuku tęczy, prawicą błogosławi zbawionych, lewicą odtrąca grzeszników.

## Analiza
Od strony formalno-genetycznej mamy do czynienia z dziełem heterogenicznym. Ogólna forma nagrobka bezpośrednio nawiązuje do starszych grobowców znajdujących się w katedrze – Władysława Łokietka (szczególnie motyw par płaczków), Kazimierza Wielkiego (użycie marmuru jako materiału budulcowo-rzeźbiarskiego) oraz Władysława Jagiełły (program heraldyczny nawiązujący do Corona Regni Poloniae). Postać Kazimierza Jagiellończyka reprezentuje jeden z najstarszych w dziejach sztuki typów ikonograficznych – król jako kapłan. Z pewnością mocny wpływ na kształt postaci z nagrobka wawelskiego wywarł wizerunek cesarza Fryderyka III Habsburga znajdujący się na monumentalnym nagrobku wykonanym przez Mikołaja z Lejdy, znajdującym się w katedrze św. Szczepana w Wiedniu. Motyw łączenia postaci ludzkich z herbami ma swoje tradycje w środowisku bawarskim, m.in. dzieła Hansa Heidera czy Wolfganga Leba. Natomiast wyrazy twarzy i ubiór płaczków są echem niektórych rzeźb z Ołtarza Mariackiego. Figuralne kapitele mają swoją odległą genezę w rzeźbie romańskiej, a w XV wieku, szczególnie w motywach architektury w malarstwie niderlandzkim, dostrzegalna jest fascynacja romanizmem, będąca alternatywą renesansowych nawiązań do sztuki antycznej. Połączenie kilku wątków narracyjnych w jedną całość widoczne w kilku kapitelach może odwoływać się do kompozycji symultanicznej znanej szczególnie w malarstwie niderlandzkim, niemieckim oraz pomorskim.
Dyskusyjną sprawą jest udział Jörga Hubera, który pozostawił na tarczy Goliata swoją sygnaturę – IORIG HUBER VON IV. O ile Stwosz jest autorem całej koncepcji i wykonawcą większości części nagrobka, udział Jörga Hubera ograniczył się do wykonania częściowo baldachimu oraz kilku kapiteli. Tłumaczyć to trzeba różnicami w opracowaniu plastycznym detalu.

## Interpretacja
Postacie płaczków uosabiają poszczególne grupy stanowe – duchowny (możnowładczy), rycerski (szlachecki), mieszczański i chłopski. Jest to ilustracja ówczesnego Królestwa Polski jako monarchii stanowej. Ukazany w pełni majestatu władzy Kazimierz Jagiellończyk jest drugim najstarszym przedstawieniem nagrobnym władcy w sakralnym stroju koronacyjnym. Suwerenność władzy królewskiej, jej dignitas symbolizują insygnia koronacyjne. Symboliczne znaczenie ma również ukazana na zaponie rodząca kobieta – w średniowieczu symbol Ziemi, Natury i płodności. Interpretować można to jako narodzenie duszy króla w nowym niebiańskim świecie, zatem monarcha wyraża tu wyznanie wiary w życie wieczne, co dodatkowo wyraża skłon głowy i spojrzenie w sklepienie niebieskie, które stanowi podniebienie baldachimu. Na kapitelach ukazano trzynaście scen będących ilustracją chrześcijańskiego wątku eschatologicznego: Bóg Ojciec już od Stworzenia zamierza ocalić ludzkość przed wieczną śmiercią i szatanem; (1. i 2. kapitel); proroctwo zbawczej misji w czynach starotestamentowych mężów Dawida i Samsona (3. kapitel), przymierze Boga ze sprawiedliwymi i ich dzieło dobrych uczynków (4. kapitel); wolność Marii – Rodzicielki Boga od grzechu pierworodnego oraz wejście Chrystusa w ród ludzki (kapitele 5 i 6); Maria jako pośredniczka, poprzez udział w Męce Zbawiciela i w Odkupieniu (7. kapitel) oraz Sąd Boży nad rodzajem ludzkim (8. kapitel). Jest to w pewnym sensie nawiązanie do powstałej w XV w. książki nabożnej pt. Speculum humanae salvationis, w której zawiera się zgodność i prawdziwość Starego i Nowego Testamentu na zasadzie typologicznego związku zawartych tam wydarzeń.
Nagrobek stanowi również syntezę niepodważalności dogmatów chrześcijańskich, aktualnych wówczas kierunków politycznych i nauki Kościoła oraz ukłon w stronę humanizmu (zapona z rodzącą kobietą). Odwołaniem do antyku jest także ukazanie człowieka o czterech typach temperamentów, które wylansował Hipokrates – flegmatyk, sangwinik, choleryk i melancholik. Ilustracją ludzkich temperamentów są poszczególne pary płaczków oraz zwierzęta.
Bogactwo treści ideowych jest owocem wysokiej erudycji, znajomości teologii i humanizmu dworu królewskiego oraz środowiska skupionego wokół katedry wawelskiej, z którymi związani byli zarówno Kazimierz Jagiellończyk z żoną Elżbietą, jak i Stwosz. Umiejętność dostosowania formy do funkcji zastosowania, siła wyrazu artystycznego rzeźbiarza i koncepcje zleceniodawców uczyniły nagrobek Jagiellończyka dziełem o tak wielowymiarowej wymowie.